# Calceranica al Lago
Calceranica al Lago (Im Trentiner-Dialekt: Calzéranega; deutsch veraltet: Plaiff) ist eine nordostitalienische Gemeinde (comune) mit 1395 Einwohnern (Stand 31. Dezember 2023) im Trentino in der Region Trentino-Südtirol. Die Gemeinde liegt etwa elf Kilometer südöstlich von Trient am Caldonazzosee.

## Geschichte
Erstmals urkundlich erwähnt wurde die Gemeinde 1184.

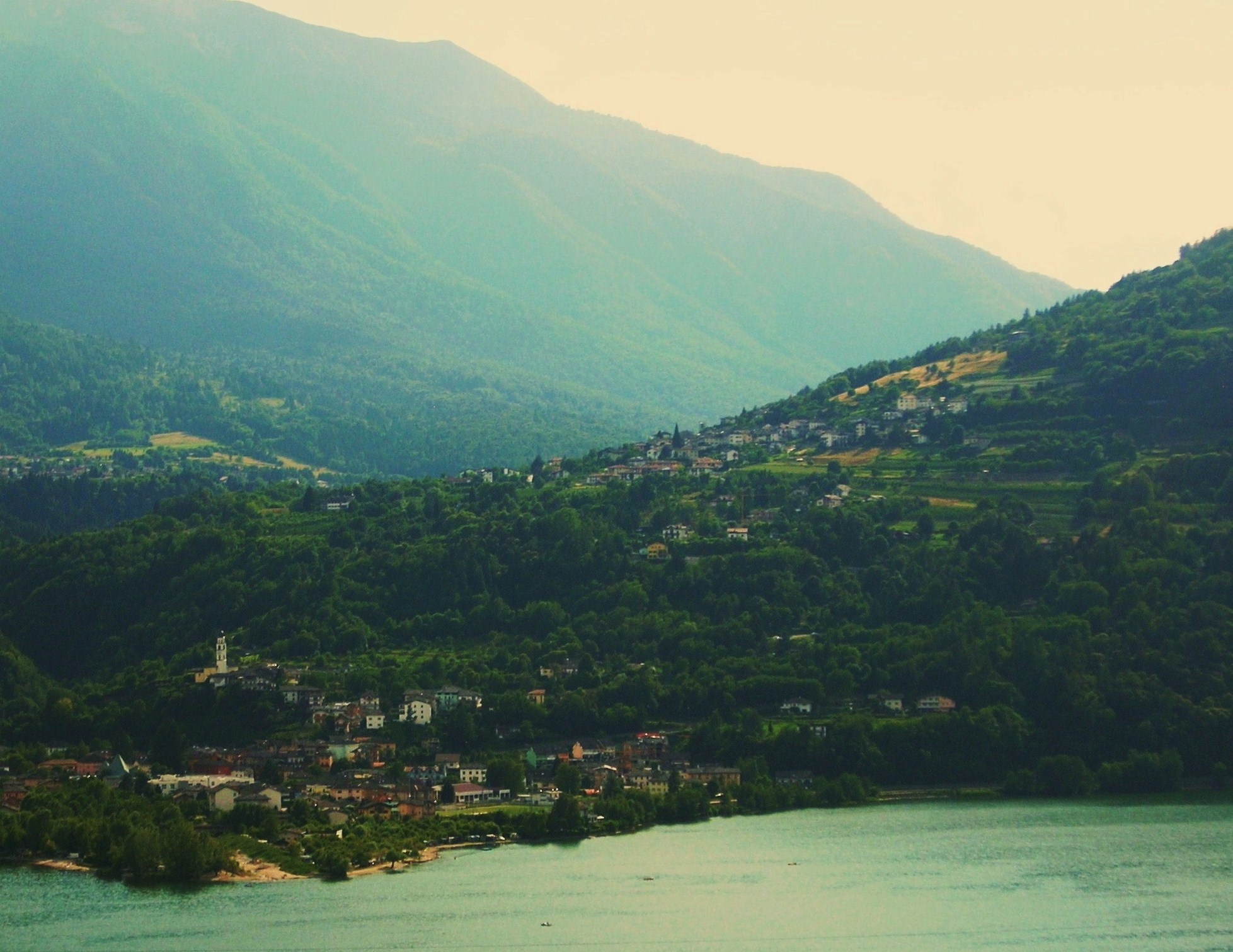
Calceranica al Lago

## Verkehr
Der Bahnhof der Gemeinde liegt an der Bahnstrecke Trient–Venedig.

## Persönlichkeiten
- Valentino Graziadei (1898–1965), Zauberkünstler